# Silene biafrae
Silene biafrae là một loài thực vật thuộc họ Caryophyllaceae. Đây là loài đặc hữu của Cameroon. Môi trường sống tự nhiên của chúng là đồng cỏ khô nhiệt đới hoặc cận nhiệt đới vùng đất thấp.